# المسارات الشاذة للضوء
المسارات الشاذة للضوء
 أعاد بعضٌ من الفيزيائيين مؤخّراً تجربة شبيهه بتجربة شقي يونغ الّتي يبلغُ عمُرها أكثرَ من 200 عام، ولكن باستخدام ثلاثة شقوقٍ متساويةِ البُعدِ أحدُها عن الآخر. وذلك بعد إجراء بعض التعديلات، لرصد ظاهرة من أغربِ الظّواهرِ المتعلّقة بالطّبيعةِ الكموميّةِ الاحتماليّة للضّوء، والّتي تُسمّى «المساراتِ المُغلقة الشّاذة» للضّوء، حيث تمرّ بعض الفوتوناتِ عبرَ أحدِ الشّقوق الثلاث، ثمّ تعودُ لتعبرَ الشقّ الأوسط بالاتّجاه المعاكس ثم تعودُ لتعبرَ مرّةً أخرى الشقّ الثّالث 
فالفوتونَ يوصفُ بتابعِ موجةٍ احتماليّة، والطّبيعةُ الاحتماليّة للفوتون تُعطي احتماليّةً غيرَ معدومةٍ لعبورِ الفوتونِ بشكلٍ معاكسٍ عبر الشقّ الأوسط، واحتماليةٍ غيرِ معدومةٍ لعبورِ الشقّ الثّالثِ أيضاً، وبرغمِ ضآلةِ الاحتمالين إلّا أنّهما غيرُ معدومَين.
إنّ أثرَ هذهِ الحلقات المغلقةِ الشّاذّة في حالةِ الشقوق الثلاث ليست تنبؤٌ نظريّ فقط بل هي مدعومةٌ تجريباً، وتسبّبُ اختلافاتٍ في أشكالِ التّداخلِ الحاصلة لا يُمكن التنّبؤُ بها إذا اعتمدنا مبدأَ تراكبِ أشعّة الضّوء الّتي تعبرُ الشّقوقَ في اتّجاه الذّهاب فقط، تلك الاختلافاتِ يُمكنُ تفسيرها إذا أخذنا بعينِ الاعتبارِ التّراكبَ بينَ المساراتِ العاديّةِ للضّوء مع المساراتِ الشّاذّة.
حلقات الضوء:
تم اولرصدٍ تجريبيٍّ للحلقاتِ المغلقة الشّاذة، والّتي يصعبُ رصدُها نظراً لتدنّي احتماليّة حدوثها، باستخدام لوحاً معدنيّاً يدعمُ انتشار البلازمونات السّطحية، والّتي تلعبُ دوراً في زيادةِ شدّةِ الحقلِ الكهرطيسيّ محليّاً قربَ نقاطِ سطح المعدن، مما يُعطي وفرةً في الفوتوناتِ بطبيعةِ الحالِ فيزيدُ ذلكَ من احتماليّة العبورِ العكسيّ للفوتونات عبر الشقّ الأوسط، زيادةً قد تبلغُ مئة مرّة من احتمال حدوثها في الحالة الطبيعيّة. 
كلما زادت شدة الحقل الكهرطيسي زادت احتماليّة حدوثِ الحلقات الشّاذّة في المنطقةِ القريبةِ من الشّقوقِ في اللوح، والّذي يُردّ إلى انتشار البلازمونات في سطح المعدن.
مبدأ التّراكبِ مع أخذِ المساراتِ الشّاذّة بعين الاعتبار:
تُعتبرُ تجربةُ الشّقوقِ الثّلاث الجديدةِ الّتي زادت من احتماليّة حدوثِ المسارات الشاذة إحدى تعديلاتٍ كثيرةٍ لتجربةِ شقّي يونغ الأساسيّة، والتي أجراها توماس يونغ عام 1801 لإثباتِ الطبيعة الموجيّة للضّوء. ومنذ ذلكَ الحينِ كرّر العلماء التّجربة عديداً من المرّات باستخدام الإلكترونات والذّرات وحتّى الجزيئات. ومع بزوغِ الثّورة الكموميّة في النّصف الأوّل من القرن العشرين اكتسبت تجربةُ يونغ أهميّة إضافيّة، إذ أنّها وفّرت أداةً للتحقّق التّجريبيّ من مبدأ التّراكب الكموميّ، والّذي ينصّ أنّ الجسيم يمكنُه المرور عبر الشّقين في نفس اللحظة، وإمكانيّة التّواجد في مكانينِ في نفس اللحظة تُمثّل أحدَ الخواصّ الغريبةِ الّتي جاء بها الميكانيك الكموميّ.